# Eveline Rohregger
Eveline Rohregger (* 20. Februar 1977 in Hinterstoder) ist eine ehemalige österreichische Skirennläuferin. Ihre Spezialdisziplinen waren Riesenslalom und Super-G. Die dreifache österreichische Meisterin fuhr im Weltcup neunmal unter die besten zehn und gewann im Europacup sechs Rennen.

## Biografie
Nach ersten Erfolgen auf nationaler Ebene – 1992 wurde sie Österreichische Schülermeisterin im Super-G, 1994 Jugendmeisterin in der Kombination und 1995 Juniorenmeisterin im Super-G – feierte Rohregger ihre ersten internationalen Erfolge bei den Junioren-Weltmeisterschaften 1995, als sie in der Abfahrt den sechsten Rang belegte, und bei den Junioren-Weltmeisterschaften 1996, als sie die Bronzemedaille in der Abfahrt gewann.
Ab dem Winter 1996/97 startete sie im Weltcup und erzielte mit Platz 18 im Riesenslalom von Zwiesel am 17. Jänner 1997 ihr vorläufig bestes Ergebnis. Da sie sich aber noch nicht im Weltcup etablieren konnte, kam sie in den nächsten Jahren wieder vorrangig im Europacup zum Einsatz. Dort erreichte sie in der Saison 1998/99 mit drei Siegen und vier weiteren Podestplätzen Platz eins im Super-G-Klassement, Rang zwei in der Gesamtwertung sowie Platz drei in der Riesenslalomwertung und sicherte sich damit wieder einen Platz in der österreichischen Weltcupmannschaft.
Nach einigen Top-20-Platzierungen fuhr sie im Jänner 2000 mit Rang acht im Riesenslalom von Berchtesgaden erstmals im Weltcup unter die Top 10. Zu Beginn des nächsten Winter erzielte sie einen zehnten Platz im Riesenslalom von Park City, doch weil sie anschließend die Resultate wieder verschlechterten, musste sie nach Jahreswechsel wieder in den Europacup. Bei ihrem nächsten Anlauf im Weltcup in der Saison 2001/02 erreichte sie schließlich am 27. Jänner 2002 mit Platz sieben im Riesenslalom von Cortina d’Ampezzo ihr bestes Weltcupergebnis überhaupt. Nachdem ihr in der Saison 2002/03 erstmals mehrere Top-10-Platzierungen gelungen waren, wurde sie zum ersten Mal für ein Großereignis nominiert. Bei den Weltmeisterschaften 2003 in St. Moritz landete sie jedoch weit abgeschlagen auf dem 31. Platz im Riesenslalom. Die Weltcupsaison konnte sie danach beim Finale in Kvitfjell/Hafjell mit zwei achten Plätzen beenden, womit sie als 16. im Riesenslalom- und 18. im Super-G-Weltcup sowie 28. in der Gesamtwertung ihre besten Gesamtergebnisse erreichte.
Im Sommer 2003 erlitt Rohregger beim Training in Zermatt einen Kreuzbandriss, weshalb sie die gesamte Saison 2003/04 pausieren musste. Im nächsten Winter war ihr bestes Weltcupergebnis ein neunter Platz im Super-G von Zauchensee, aber nach Jahreswechsel verschlechterten sich die Resultate wieder. Nachdem sie in der Saison 2005/06 kein Top-10-Ergebnis mehr erreicht hatte, beendete sie im Alter von 29 Jahren ihre Karriere. Bis 2005 war Eveline Rohregger auch Teil des Heeressportzentrums des Österreichischen Bundesheers.
Aktuell ist sie als einzige Frau im Weltcupgeschehen Rennleiterin bei Rennen (Hinterstoder).

## Erfolge

### Weltmeisterschaften
- St. Moritz 2003: 31. Riesenslalom

### Weltcup
- 9 Platzierungen unter den besten zehn

### Europacup
- Saison 1997/98: 9. Gesamtwertung, 5. Abfahrtswertung
- Saison 1998/99: 2. Gesamtwertung, 1. Super-G-Wertung, 3. Riesenslalomwertung
- Saison 1999/00: 7. Riesenslalomwertung
- Saison 2000/01: 2. Gesamtwertung, 2. Riesenslalomwertung
- Saison 2004/05: 5. Super-G-Wertung
- 17 Podestplätze, davon 6 Siege:

| Datum             | Ort              | Land       | Disziplin    |
| ----------------- | ---------------- | ---------- | ------------ |
| 10. Dezember 1998 | St. Sebastian    | Österreich | Riesenslalom |
| 14. Dezember 1998 | Bardonecchia     | Italien    | Riesenslalom |
| 15. Jänner 1999   | Veysonnaz        | Schweiz    | Super-G      |
| 11. Jänner 2000   | St. Sebastian    | Österreich | Riesenslalom |
| 12. Jänner 2000   | St. Sebastian    | Österreich | Riesenslalom |
| 18. Februar 2001  | Krompachy-Plejsy | Slowakei   | Riesenslalom |

### Juniorenweltmeisterschaften
- Voss 1995: 6. Abfahrt, 15. Slalom, 17. Riesenslalom
- Hoch-Ybrig 1996: 3. Abfahrt, 11. Super-G

### Weitere Erfolge
- Österreichische Staatsmeisterin in der Kombination 1997 und im Riesenslalom 2001 und 2003
- 11 Siege in FIS-Rennen (ab 1994/95)